# منتوحتپ (ملکه)
منتوحتپ (انگلیسی: Mentuhotep؛ ‏مصری باستان: Mnṯ.w htp) یک ملکه مصر باستان در دوره دوم میانی مصر، همسر فرعون جهوتی بود. عنوان اصلی او همسر بزرگ سلطنتی بود. عنوان دیگر خنمت‌نفرحجیت (او که متحد با تاج سفید است) بود.

## شواهد تاریخی
پاسالاکوا یک صندوقچهٔ کانوپی با جعبه‌های لوازم آرایش پیدا کرد. این اشیاء بعداً به موزهٔ برلین فروخته شد. با جعبه لوازم آرایشی، اشیاء دیگری از جمله چندین ظروف مرمر گچی پیدا شد. اما این ظروف با توجه به نوعشان به دودمان بیست و پنجم مصر تعلق دارند.
مطابق متن تقدیمی که روی جعبه حک شده است، صندوقچهٔ توسط فرعون جهوتی به ملکه منتوحتپ داده شد. صندوق اصلی کانوپی برای شاه نوشته شده است. در داخل آن دو جعبه لوازم آرایش یافت شد که از چوب و پاپیروس ساخته شده بود. داخل جعبه ظروف مرمر گچی و یک قاشق لوازم آرایشی پیدا شد.